# Regione di Omaheke
La Regione di Omaheke è una regione della Namibia con capoluogo Gobabis di 68 039 abitanti al censimento 2001, dei quali il 28% vive in aree urbane mentre il rimanente 72% in aree rurali.
È situato nella parte orientale del paese

## Società

### Lingue e dialetti
La popolazione si divide in 3 gruppi linguistici differenti: il 39% parla l'Otjiherero, il 27% il damara e il 12% l'afrikaans

## Geografia antropica

### Suddivisioni amministrative
La regione è suddivisa in 10 distretti elettorali:
- Aminuis
- Epukiro
- Gobabis
- Kalahari
- Otjombinde
- Otjinene
- Steinhausen